# Терпезіца (комуна)
Терпезіца (рум. Terpezița) — комуна у повіті Долж в Румунії. До складу комуни входять такі села (дані про населення за 2002 рік):
- Керуя (79 осіб)
- Кечулату (386 осіб)
- Лазу (334 особи)
- Терпезіца (1041 особа)
- Флоран (89 осіб)

Комуна розташована на відстані 206 км на захід від Бухареста, 24 км на захід від Крайови.

## Населення
За даними перепису населення 2002 року у комуні проживали 1929 осіб, усі — румуни. Усі жителі комуни рідною мовою назвали румунську.
Склад населення комуни за віросповіданням:
| Релігія       | Кількість осіб | Відсоток |
| ------------- | -------------- | -------- |
| православні   | 1920           | 99,5%    |
| бретрени      | 4              | 0,2%     |
| адвентисти    | 3              | 0,2%     |
| римо-католики | 1              | 0,1%     |
| баптисти      | 1              | 0,1%     |